# Grand Hotel (Oslo)

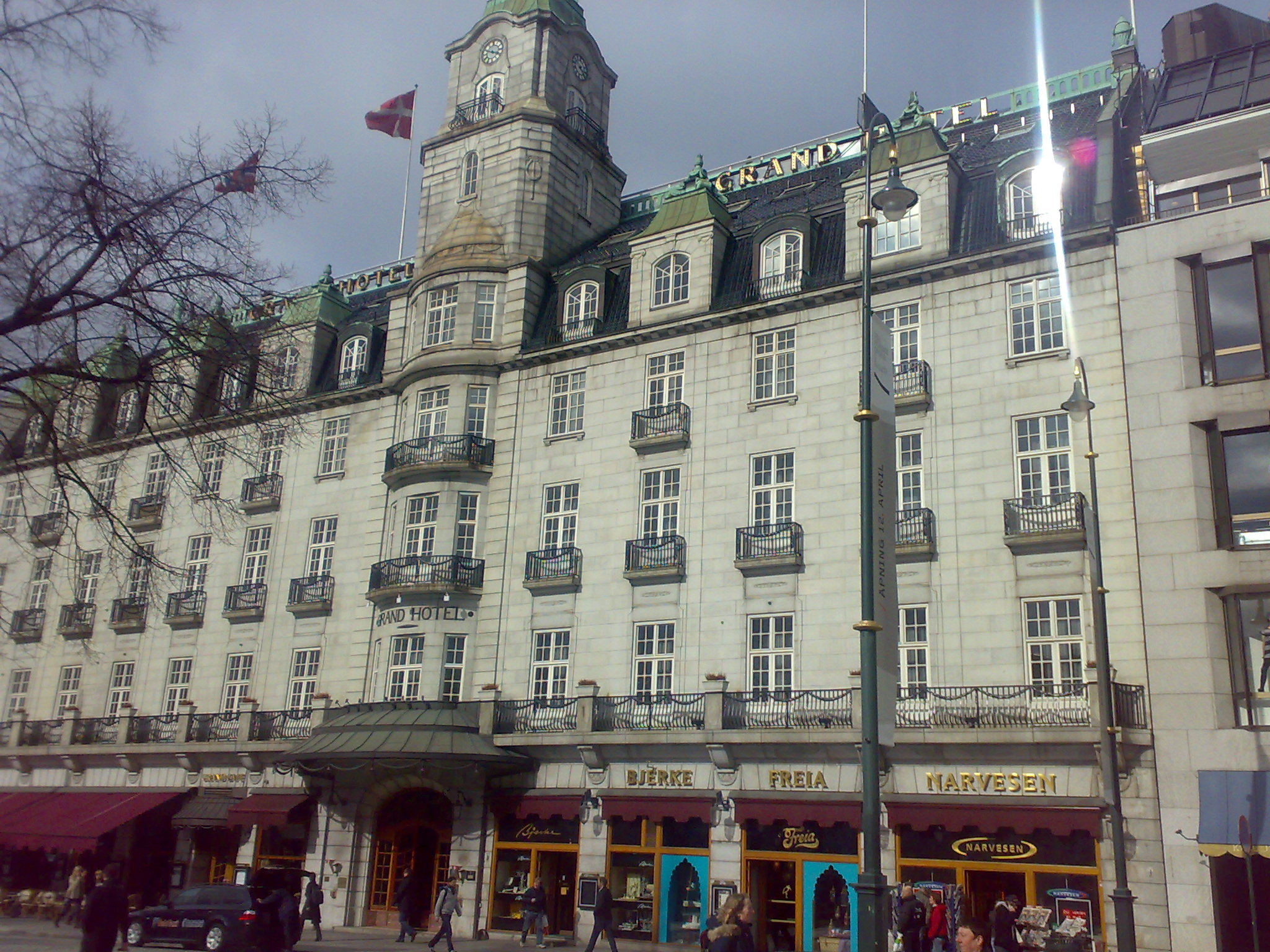
Grand Hotel mit Grand Café, 2008

Das Grand Hotel in Oslo ist ein 1874 gegründetes traditionsreiches 5-Sterne-Luxushotel in der Prachtstraße Karl Johans gate Nr. 31, gegenüber dem Parlament Storting.

## Geschichte
Gründer des Hotels und des gleichnamigen Grand Café war der Konditor Julius Fritzner, Grundeigentümer war dessen Bruder Nicolay. Das Café befand sich zunächst über dem Straßenniveau, wurde aber zu Ende der 1870er-Jahre durch den Architekten Jacob Wilhelm Nordan und den Kulissenmaler Wilhelm Krogh umgebaut und zum bevorzugten Treffpunkt von Politikern, Künstlern und Schriftstellern.
Das historistische Hotelgebäude mit eigenem Glockenturm enthält 289 zum Teil mit Stilmöbeln eingerichtete Zimmer. Hier wird traditionell der Gewinner des Friedensnobelpreises untergebracht. Das Hotel gehört heute zur Kette Scandic Hotels.

## Weblink
- Zur Geschichte des Hotels

Koordinaten: 59° 54′ 49,4″ N, 10° 44′ 22,5″ O